# Vlag van kraj Chabarovsk
De vlag van kraj Chabarovsk is in gebruik sinds 28 juli 1994. De vlag is verdeeld in drie secties. In de hijs staat een groene gelijkbenige driehoek; in de Gulp staan twee horizontale strepen van wit over blauw. Groen symboliseert hoop, vreugde en overvloed, en doet ook denken aan de flora van het gebied en de "eindeloze zee van de taiga". Wit staat symbool voor zuiverheid, goedheid en onschuld. Op de vlag staat het voor de wolkenloze, vredige lucht en de zuivere gedachten van de inwoners. Blauw symboliseert schoonheid, zachtheid en grootsheid, en de uitgebreide watervoorraden van het gebied.